# County Ground
County Ground er et fodboldstadion beliggende i Swindon, England, hvor League Two-klubben Swindon Town Football Club har spillet siden 1896. Stadionet har på nuværende tidspunkt en kapacitet på 15.728.